# Unitech
Przedsiębiorstwo Techniczno-Produkcyjne UNITRA-UNITECH w Warszawie – wchodzące w skład zjednoczenia Unitra-Dom przedsiębiorstwo skupiające zakłady produkujące podzespoły elektroniczne i elementy stykowe.

## Historia
Przedsiębiorstwo Techniczno-Produkcyjne Unitech zostało utworzone w 1961, jego siedziba mieściła się w Warszawie przy ulicy Nowogrodzkiej 50. Przedsiębiorstwo utworzono na bazie Domu Techniczno-Handlowego, początkowo nosiło nazwę Przedsiębiorstwo Techniczno-Handlowe Unitech. Jego głównym celem było prowadzenie prac koordynacyjnych z zakresu gospodarki materiałowej, logistyki i szkoleń.
W 1978 roku, po podziale zjednoczenia Unitra, Unitech wszedł w skład zjednoczenia Unitra-Dom. Z jego części (Ośrodka Badawczego Jakości i Niezawodności) utworzono Ośrodek Badawczo-Rozwojowy Sprzętu Powszechnego Użytku OBRESPU.
W skład Unitechu włączono zaś zakłady produkujące podzespoły mechaniczne i elementy stykowe, między innymi:
- Zakład Elementów Stykowych w Gniewie,
- Zakład Podzespołów Elektronicznych w Białogardzie,
- Zakład Elementów Złączowych w Makowie Mazowieckim,
- Zakład Przyrządów Mechanicznych w Bartoszycach,
- Zakład Podzespołów Elektromechanicznych w Mławie,
- Zakład Podzespołów Indukcyjnych w Lipsku,
- Zakład Podzespołów Elektronicznych w Żurominie.

W 1990 Unitech uległ podziałowi i poszczególne zakłady uzyskały samodzielność.

## Zakłady przedsiębiorstwa
Zakład Elementów Stykowych w Gniewie został założony w 1957 roku jako Gniewskie Zakłady Podzespołów Radiowych „Porad”. W 1970 został włączony do Eltry, a w 1978 włączony w skład Unitechu. Po podziale Unitechu przyjął nazwę „Unitra-Mikrostyk”, a w 1998 został sprywatyzowany i obecnie jest spółką akcyjną o nazwie „Mikrostyk S.A.”
Zakład Podzespołów Elektronicznych w Białogardzie. Zakład został założony w 1964, jako filia warszawskich zakładów Rawar. W 1971 włączony w skład Eltry, od 1968 w Unitechu. Dziś jest spółką pod nazwą Zakład Zespołów Elektronicznych „UNICON” i specjalizuje się w produkcji złącz, anten i elementów stykowych.
14 grudnia 1981 „Solidarność” w odpowiedzi na wprowadzenie stanu wojennego zaczęła organizować strajki. Jako pierwszy akcję protestacyjną rozpoczął Zakład Zespołów Elektronicznych „Unitra-Unitech” w Białogardzie. Przez kilkanaście godzin Unitech okupowało ponad 160 osób. Milicja przerwała protest wkraczając na teren zakładu. Wszystkich uczestników protestu przewieziono do miejscowej szkoły, gdzie byli przesłuchiwani. Ówczesny prokurator w ciągu dwóch dni przesłuchał 40 osób i sporządził akt oskarżenia. 24 grudnia 1981 r. odbył się proces, podczas którego organizatorzy strajku (Henryk Podsiadło, Paweł Szumski, Zdzisław Bełtkiewicz i Makary Kalas) zostali skazani na karę wieloletniego więzienia. 3 maja 2007 odsłonięto i poświęcono w Białogardzie tablicę upamiętniającą strajk okupacyjny z grudnia 1981 roku w zakładach Unitra-Unitech.
Zakład Elementów Złączowych w Makowie Mazowieckim – aktualnie MGT-Bolt. Zakład obecnie produkuje przede wszystkim elementy metalowe dla przemysłu samochodowego i elektrotechnicznego oraz okucia do stolarki budowlanej.
Zakład Przyrządów Mechanicznych w Bartoszycach po wydzieleniu z Unitechu prowadził produkcję pod nazwą Unitra-Zumet. Upadł w 1996, a jego majątek wykupiła firma Stalmot, która kontynuuje produkcję pod nazwą Bimetal Stalmot.
Zakład Podzespołów Elektronicznych w Żurominie powstał w 1979. Od 1998 jest spółką akcyjną i nosi nazwę „Tomic S.A.”